# Reitterelater
Reitterelater is een geslacht van kevers uit de familie  
kniptorren (Elateridae).
Het geslacht is voor het eerst wetenschappelijk beschreven in 1990 door Platia & Cate.

## Soorten
Het geslacht omvat de volgende soorten:
- Reitterelater amamiensis (Ôhira, 1968)
- Reitterelater dubius Platia & Cate, 1990
- Reitterelater fulvus (Reitter, 1891)
- Reitterelater kuriharai Ôhira, 2000
- Reitterelater miyako (Kishii, 1969)
- Reitterelater pappi Platia & Schimmel, 2007
- Reitterelater rugipennis (Lewis, 1894)